# Хрещак, Ивана
Ивана Хрещак (словен. Ivana Hreščak, род. 31 мая 2000, Постойна) — словенская шахматистка, международный мастер среди женщин (2019).

## Биография
Чемпионка Словении 2015 и 2020 гг.
В составе сборной Словении участница двух командных чемпионатов Европы (2015 и 2019 гг.), Кубка Митропы 2015 г., юношеского командного чемпионата Европы 2014 г. (команда победила в соревновании, Хрещак показала лучший результат на 2-й доске), онлайн-олимпиады ФИДЕ 2020 г.
Участница юношеского чемпионата мира 2016 г. (в категории до 16 лет). Участница юношеского чемпионата Европы 2018 г. (в категории до 18 лет).
Победительница юношеского чемпионата Европы по блицу 2017 г. (в категории до 18 лет).
Победительница международного турнира в Риеке (2019 г.).
С 2018 г. студентка Люблянского университета (изучает компьютерную графику и системы коммуникации).

## Основные спортивные результаты
| Год  | Город           | Соревнование                                                       | + | − | = | Результат | Место                |
| ---- | --------------- | ------------------------------------------------------------------ | - | - | - | --------- | -------------------- |
| 2014 | Яссы            | Юношеский командный чемпионат Европы (сборная Словении, 2-я доска) |   |   |   | 5½ из 7   | Команда — , на доске |
| 2015 | Любляна         | Чемпионат Словении                                                 |   |   |   |           | 1                    |
|      | Майрхофен       | Кубок Митропы (сборная Словении, 2-я доска)                        |   |   |   |           |                      |
|      | Рейкьявик       | Командный чемпионат Европы (сборная Словении, запасная)            | 0 | 2 | 1 | ½ из 3    |                      |
| 2016 | Ханты-Мансийск  | Юношеский чемпионат мира (до 16 лет)                               | 5 | 3 | 3 | 6½ из 11  | 10—18                |
|      | Оточец          | Чемпионат Словении                                                 |   |   |   | 5 из 9    | 6                    |
| 2018 | Гроссето-Прунья | Международный турнир                                               |   |   |   |           | [ 11 ]               |
|      | Рига            | Юношеский чемпионат Европы (до 18 лет)                             |   |   |   | 6½ из 11  | 5                    |
| 2019 | Батуми          | Командный чемпионат Европы (сборная Словении, 3-я доска)           | 1 | 4 | 1 | 1½ из 6   |                      |
|      | Риека           | Международный турнир                                               | 5 | 0 | 3 | 6½ из 8   | 1                    |
| 2020 | Порторож        | Чемпионат Словении                                                 |   |   |   |           | 1                    |
|      |                 | Онлайн-олимпиада (сборная Словении, ?-я доска)                     |   |   |   |           |                      |
| 2021 | Будапешт        | Международный турнир FSIM (мужской) (апрель)                       | 0 | 6 | 3 | 1½ из 9   | 10                   |

## Изменения рейтинга
| Графики недоступны из-за технических проблем. См. информацию на Фабрикаторе и на mediawiki.org. |